# Toyota Chaser
O Toyota Chaser é um automóvel do tipo sedã médio produzido pela Toyota e vendido no Japão, a primeira geração utilizava a plataforma do Toyota Mark II e foi a única a ter versão coupé.

## Galeria
- Primeira geração (1977-1980)
- Segunda geração (1980-1984)
- Terceira geração (1984-1988)
- Quarta geração (1989-1992)
- Quinta geração (1992-1996)
- Sexta geração (1996-2001)